# Aldina occidentalis
Aldina occidentalis är en ärtväxtart som beskrevs av Adolpho Ducke. Aldina occidentalis ingår i släktet Aldina och familjen ärtväxter. Inga underarter finns listade i Catalogue of Life.